# 偽軍
偽軍（中国語: 伪军）とは、中国で発生した日華事変（日中戦争、抗日戦争）時に、大日本帝国陸軍の支那派遣軍（中国語: 侵華日軍）占領区人民を使って組織され、日本軍の軍事活動に協力した軍隊を指す、紅軍で用いられた呼称。 

## 概要
時期によって各地の偽軍の名前はそれぞれ異なり、「皇協軍」「保安隊」「警備隊」などの呼称が知られる。。
偽軍は主に汪精衛の政府軍、華北政務委員会治安軍と満州国軍を指し、兵力は合わせて約118万6,000人で、在中日本軍の数を上回っていた。一部の偽軍は都市に駐留し、占領区政権の維持を担当していた。。
ほとんどの偽軍は華北地区に派遣されて「掃討する」あるいは「治安強化作戦」を行い、その中の多くの偽軍は華北地区で庶民に対する大虐殺活動に参加した。この皇軍に協力する中国軍を指して「皇協軍」とも呼ぶ。